# Sneeuwbaleffect
Een sneeuwbaleffect is de benaming voor een situatie waarin een gebeurtenis zichzelf steeds verder versterkt, te vergelijken met een sneeuwbal die bij het bergafwaarts rollen steeds groter wordt en steeds sneller naar beneden rolt. Bij een zeer snel verlopend proces zoals bij een kernsplijtwapen is de term kettingreactie gebruikelijker.
Een voorbeeld is de Amerikaanse kredietcrisis van 2007, die begon in één markt (subprime hypotheken) en die na een tijd oversloeg naar andere financiële markten.
Overigens klopt het in werkelijkheid niet helemaal dat een sneeuwbal al rollende van een berghelling steeds groter wordt. Vaak stopt de bal al na enkele meters door de wrijvingsweerstand van de sneeuw waar de bal doorheen moet rollen om te kunnen groeien. Een dergelijke gebeurtenis komt dan ook eerder voor in een stripverhaal dan in het echt.